# Kriwnja (obwód Warna)
Kriwnja (bułg. Кривня) – wieś we wschodniej Bułgarii, w obwodzie Warna, w gminie Prowadija.